# Le Seigneur des porcheries
 (septembre 2011).
Si vous disposez d'ouvrages ou d'articles de référence ou si vous connaissez des sites web de qualité traitant du thème abordé ici, merci de compléter l'article en donnant les références utiles à sa vérifiabilité et en les liant à la section « Notes et références ».
Le Seigneur des porcheries (sous-titré Le Temps venu de tuer le veau gras et d'armer les justes) (titre en version originale  Lord of the Barnyard: Killing the Fatted Calf and Arming the Aware in the Corn Belt) est un roman écrit par Tristan Egolf en 1998. Il s'agit de son premier roman.

## Synopsis
Loin des racontars d'ivrognes qui semblent constituer la seule mémoire du comté de Greene, la vérité sur la vie de John Kaltenbrunner, enfant honni de la ville de Baker, dans la Corn Belt, fils d'un héros, responsable du plus grand cataclysme qu'ait connu la région.

## Publication
Après avoir été refusé par plus de soixante-dix éditeurs aux États-Unis, le manuscrit est publié en 1998 en France par Gallimard après avoir été découvert par Marie Modiano, la fille de Patrick Modiano.

## Accueil critique
Le roman reçoit un bon accueil critique. Son auteur est comparé à John Steinbeck, William Faulkner et John Kennedy Toole.